# К Веранию, на приезд из Испании
«К Вера́нию, на прие́зд из Испа́нии» (лат. Ad Verannium) — условное название стихотворения римского поэта Гая Валерия Катулла, включённого в состав посмертного сборника («Книги Катулла Веронского») под номером 9. Здесь автор обращается к Веранию, которого называет самым близким из своих друзей, радуясь его возвращению в Рим из далёкой провинции. Вераний упоминается ещё в нескольких стихотворениях Катулла, но больше о нём ничего не известно.